# 什切青老城市政厅
什切青老城市政厅（波兰语：Ratusz Staromiejski w Szczecinie）位于什切青老城区，建于15世纪。当时称为新市政厅，以取代14世纪的旧建筑。n 1968年，经过细致的修复，该建筑恢复原貌，包括哥特式内部装饰。1869年以来，该建筑开设一个受欢迎的餐厅和酒馆。另一部分开设什切青历史博物馆，为什切青国家博物馆的一部分。